# Tolombón
Tolombón is een plaats in het Argentijnse bestuurlijke gebied Cafayate in de provincie Salta. De plaats telt 1785 inwoners.